# Srikakulam (distrito)
O distrito de Srikakulam é um distrito do estado indiano de Andra Pradexe. Tem uma área de 5.837 km².
Segundo o censo de 2001, este distrito tinha uma população de 2.528.491 habitantes e uma densidade populacional de 433 habitantes/km².
A sua capital é Srikakulam.